# シュペーラーの法則
シュペーラーの法則（Spörer's law）は太陽黒点の出現する緯度が周期的に変化するという法則である。1861年頃にイギリスの天文学者リチャード・キャリントンによって発見され、ドイツの天文学者グスタフ・シュペーラーによってより洗練された形にされた。
太陽の表面に現れる黒点の場所は太陽緯度30度から45度のあたりに始まり、発生する場所は下がっていき、平均15度まで下がった時、黒点の活動は最大となり、さらに7度ぐらいまで下がった時、一連のサイクルは終わり、高緯度に新しい黒点が出現し新しいサイクルが始まるというのがシュペーラーの法則である。時系列的に黒点の現れる緯度をプロットすると蝶の形の模様の蝶型図となる。